# The Legendary 1979 No Nukes Concerts
The Legendary 1979 No Nukes Concerts è un film concerto e album dal vivo del cantautore statunitense Bruce Springsteen pubblicato dalla Columbia Records nel 2021.
Il cofanetto, distribuito in vari formati, contiene le riprese filmate restaurate e la registrazione delle due esibizioni tenute da Springsteen insieme alla E Street Band durante l'evento No Nukes organizzato dal collettivo di musicisti Musicians United for Safe Energy (MUSE) al Madison Square Garden di New York nel settembre del 1979.

## Tracce
Disco 1
Testi e musiche di Bruce Springsteen.
1. Prove It All Night – 5:58
2. Badlands – 5:45
3. The Promised Land – 6:21
4. The River – 6:05
5. Sherry Darling – 6:11
6. Thunder Road – 5:26
7. Jungleland – 9:48

Durata totale: 45:34
Disco 2
Testi e musiche di Bruce Springsteen (dove non diversamente indicato).
1. Rosalita (Come Out Tonight) – 12:09
2. Born to Run – 4:59
3. Stay – 4:28 (Maurice Williams) – con Jackson Browne, Tom Petty e Rosemary Butler
4. Detroit Medley – 9:41
5. Quarter to Three – 9:56 (Gene Barge, Frank Guida, Gary U.S. Bonds)
6. Rave On – 2:59 (Sunny West, Bill Tilghman, Norman Petty)

Durata totale: 44:12
DVD/BD
1. Prove It All Night
2. Badlands
3. The Promised Land
4. The River
5. Sherry Darling
6. Thunder Road
7. Jungleland
8. Rosalita (Come Out Tonight)
9. Born to Run
10. Stay
11. Detroit Medley
12. Quarter to Three
13. Rave On

## Formazione
- Bruce Springsteen – voce, chitarra e armonica a bocca
- E Street Band
  - Roy Bittan – pianoforte e cori
  - Clarence Clemons – sassofono, strumenti a percussione e cori
  - Danny Federici – organo elettronico, glockenspiel elettronico
  - Garry Tallent – basso elettrico
  - Steven Van Zandt – chitarra e cori
  - Max Weinberg – batteria
- Jackson Browne, Tom Petty, Rosemary Butler – voce in Stay

## Edizioni
- 2021 – Bruce Springsteen and the E Street Band, The Legendary 1979 No Nukes Concerts, CD (doppio), DVD, Columbia Legacy 0194398929323
- 2021 – Bruce Springsteen and the E Street Band, The Legendary 1979 No Nukes Concerts, CD (doppio), Blu-ray, Columbia Legacy 0194398929422
- 2021 – Bruce Springsteen and the E Street Band, The Legendary 1979 No Nukes Concerts, LP (doppio), Columbia Legacy 19439892951

## Classifiche
| Classifica (2021) | Posizione massima |
| ----------------- | ----------------- |
| Germania          | 7                 |
| Nuova Zelanda     | 33                |
| Regno Unito       | 11                |
| Svizzera          | 11                |